# Dannebrogorden

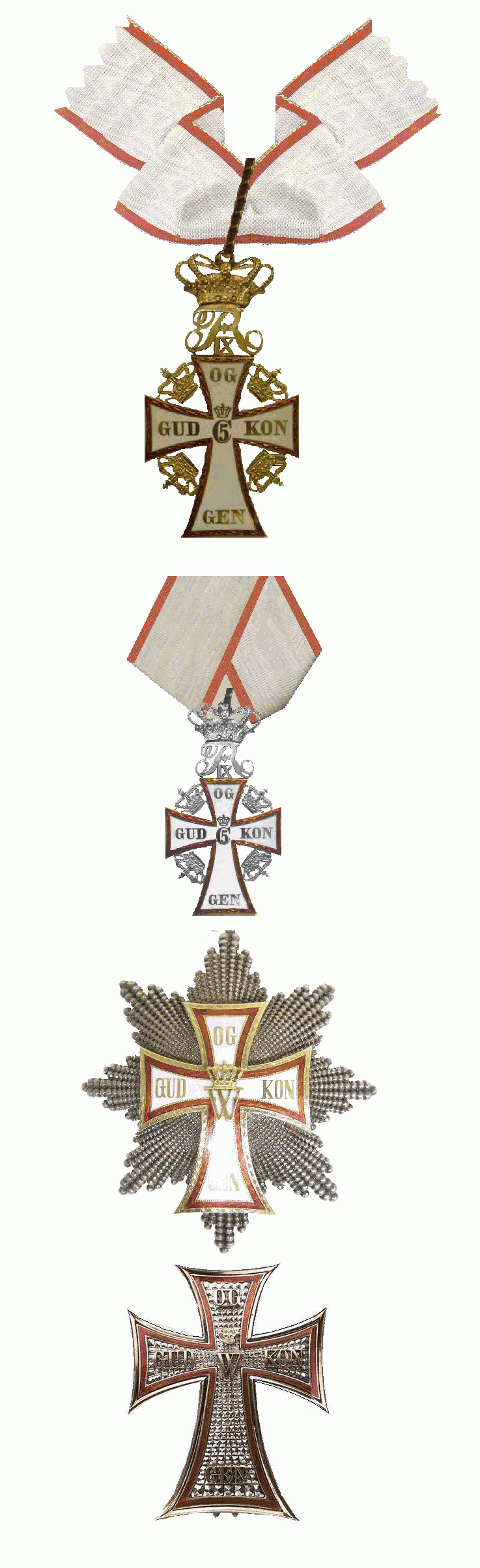

Dannebrogorden är en dansk riddarorden instiftad 1671 av Kristian V och som numera är en förtjänstorden.

## Historia

### Inrättande
Dannebrogorden inrättades av kung Kristian V av Danmark 1671, men dess statuter skrevs under först 1 december 1693. Kristian V hävdade att han återupplivade en äldre orden instiftad av Valdemar Sejr 1219, i samband med att den senare mottog Dannebrogen som Danmarks tecken under ett korståg mot Estland. Påståendet ska, enligt samma källa, vara lögn. Oavsett är kopplingen till den danska nationalsymbolen Dannebrogen central för ordens väsen, och årtalet 1219 förblir en del av ordens historia.

### Utveckling till förtjänstorden
Kristian V:s orden skulle ursprungligen bestå av 50 adliga riddare i en klass, samt kungen och hans söner. Under tidigt 1800-tal förändrades dock orden. Den 28 juni 1808 beslutade den nytillträdde kung Fredrik VI av Danmark att, med franska Hederslegionen som förebild, göra Dannebrogorden till en modern förtjänstorden. Den skulle erkänna civila, kulturella och militära insatser för Danmark och danska intressen, och vara indelad i fyra klasser.
I 1808 års statuter noteras att trots att religionens och moralens stimulans, samt därefter monarkens och landsmännens uppskattning, är den gode samhällsmedborgarens förnämsta belöning så gynnar det kungens syften att inrätta en extern symbol för erkännande av samhällsinsatser.
Dessa insatser kunde vara av många olika slag. Krigsmannen förväntades exempelvis att uppvisa ett särskilt stort mått av mod, insikt och manlighet; hos statstjänstemän uppmuntrades i stället tro, insikt och nit. Danskar i gemen skulle belönas för hängivelse till kung, fosterland och medborgare. De bragder som låg till grund för ordensutdelningen skulle löna nationen och vara verkliga vedermödor där inget besvär hade sparats i verkställandet. Även vetenskapliga och konstnärliga framsteg, liksom uppfinningar som leder till att nya källor till rikedomar öppnas för Danmark och dess allmännyttiga inrättningar inom jordbruk, industri eller handel, kunde belönas.

## Grader
Ordensherre är den danske monarken, för närvarande konung Fredrik X, som själv beslutar om ordensförläningar. Den löpande verksamheten handhas av Ordenskapitlet, som är en självständig institution men ingår i det kungliga hovet. Sedan 1951 kan orden tilldelas både män och kvinnor.
Orden indelas i fyra klasser, varav två i sin tur förekommer i två grader.
| Ordenstecken | Kraschan | Kedja | Ordensgrad                 | Tillkomst | Anmärkning                                                                                             |
| ------------ | -------- | ----- | -------------------------- | --------- | --- |
|              |          |       | Storkommendör (S.Kmd)      |           | Storkommendörsklassen reserveras för furstliga personer, och har högst sju medlemmar.                  |
|              |          |       | Storkors (S.K.)            |           | Storkorset tilldelas oftast till folk i höga ämbeten som Generaler, Amiraler och utländska Diplomater. |
|              |          |       | Kommendör av 1. klass (K1) |           | |
|              |          |       | Kommendör (K)              |           | |
|              |          |       | Riddare av 1. klass (R1)   |           | |
|              |          |       | Riddare (R)                |           | |

Storkommendörsklassen
- storkommendör

Första klassen
- storkors

Andra klassen
- kommendör av 1 graden
- kommendör

Tredje klassen
- riddare av 1 graden
- riddare

Storkommendörsklassen reserveras för furstliga personer, och har högst sju medlemmar. Till orden hör även Dannebrogordens hederstecken, till 1952 kallat Dannebrogsmännens hederstecken, som vid särskilda tillfällen kan utdelas till ordens medlemmar och till medlemmar av den kungliga familjen. Bärare av hederstecknet har företräde i rangordningen framför ordensmedlem i samma klass och grad som inte mottagit hederstecknet.
Från 1694 har storkorsriddarnas vapenskjöldar hängts upp i Frederiksborg slottskyrka. Utländska vapenskjöldar dock endast till 1961, med vissa undantag.

### Specialtecken
Storkorset i briljanter:
| Ordenstecken | Kraschan | Kedja | Ordensgrad                          | Tillkomst | Anmärkning |
| ------------ | -------- | ----- | ----------------------------------- | --------- | --- |
|              |          |       | Storkors i Briljanter (S.K.i diam.) |           | Storkorset i briljanter förlänas de personer som i stort kaliber har tillfört något åt Danmark och dess regent. |

Dannebrogordens hederstecken:
| Ordenstecken | Ordensgrad                           | Tillkomst | Anmärkning |
| ------------ | ------------------------------------ | --- | ---------- |
|              | Dannebrogordens hederstecken (D.Ht.) | Instiftades av Kung Frederik VI den 28 juni 1808, och benämndes från början Dannebrogsmændenes Hæderstegn till 1952. |            |

## Ordenstecken
Ordenstecknet utförs i silver för tredje klassen och i guld för övriga klasser. Det består av ett kors emaljerat i vitt med röd kant, ett så kallat dannebrogskors. Korset hänger i den regerande monarkens krönta monogram. I var och en av korsets fyra vinklar finns en kungakrona.
Adversen återger ordensmottot Gud og Kongen, och i mitten finns instiftaren kung Kristian V:s monogram. Reversen återger de krönta monogrammen av Valdemar Sejr, Christian V och Fredrik VI, samt årtalen 1219, 1671 och 1808.
Tecknet är fäst i vitt band röda kanter, som medaljong i mitten av en åttauddad kraschan i silver eller utan särskild utsmyckning som ett bröstkors. Dannebrogordens hederstecken utformas på samma sätt som ordenstecknet, men helt i silver och utan emaljering.

### Bärandeordning för ordenstecken
Storkommendörer bär ordenstecknet i band (herrar) eller i stor rosett (damer) om halsen, samt med kraschan på bröstets vänstra sida. Insignierna för storkors är de samma, med tillägg av ett ordensband som bärs från höger axel till vänster höft, med ordenstecknet fäst vid höften.
Kommendörer och kommendörer av 1 graden bär tecknet i band (herrar) eller stor rosett (damer) om halsen; kommendörer av 1 graden bär även bröstkors på vänster bröst. Riddare av 1 graden bär tecknet på bröstet i band (herrar) eller i stor rosett (damer) med medaljrosett; även riddare bär ordenstecknet på bröstet, men utan medaljrosett.
Dannebrogordens hederstecken bärs i band (herrar) eller i stor rosett (damer) med medaljrosett på bröstet. Ordensinsignierna skall återlämnas efter innehavarens död.
En databas över nuvarande innehavare av Dannebrogorden finns på danska kungahusets hemsida.